# Pfalz Flugzeugwerke
Pfalz Flugzeugwerke byl v době první světové války německý letecký výrobce, který sídlil na letišti ve městě Špýr ve Falci (německy: Pfalz). Firma se nejvíce se proslavila stíhacími letouny jako Pfalz D.III a Pfalz D.XII. Po uzavření příměří z Compiègne, kdy francouzské okupační síly zabavily veškerá zařízení, společnost zkrachovala, ale továrna byla opakovaně používána různými dalšími společnostmi až do opětného formování v roce 1997.
V současné době společnost pokračuje v konstrukci letadel jako PFW Aerospace - s podtitulem Pfalz Flugzeugwerke. Zde vyráběné díly jsou montovány do velkých komerčních letadel, jako jsou různé Airbusy od typu A318 po A380 nebo Boeing 787; dále do vojenských letadel A310 MRTT, Eurofighter Typhoon, Panavia Tornado, Airbus A400M apod., také do regionálních letadel a bizjetů jako Bombardier CL300, Embraer 170 nebo Gulfstream G550. Společnost se také podílí na konstrukci komponentů pro motory, např. pro Trent 700 a 800, V2500, BR 710, Tay 611, RB 199, Adour a EJ 200.